# Yakovlev Yak-100

Vista da tre lati dello Yak-100

Lo Yakovlev Yak-100 (in cirillico Яковлев Як-100) fu un elicottero leggero utility, bimotore con rotore tripala, progettato dall'OKB 115 diretto da Aleksandr Sergeevič Jakovlev, sviluppato in Unione Sovietica nei tardi anni quaranta e rimasto allo stadio di prototipo.
Destinato ai reparti della Sovetskie Voenno-vozdušnye sily (VVS), l'Aeronautica militare sovietica, ad una valutazione comparativa gli fu preferito il Mil Mi-1 e il suo sviluppo venne interrotto.

## Storia del progetto
Nel 1947, dopo che i successi ottenuti dall'elicottero statunitense Sikorsky R-5 nello svolgere compiti specifici giunsero all'attenzione del governo sovietico, venne emessa da questo una specifica per la fornitura di un comparabile velivolo ad ala rotante. A questo scopo vennero contattati due uffici di progettazione (OKB), il neoistituito OKB Mil, la cui direzione fu affidata all'ingegnere Michail Leont'evič Mil', di provenienza TsAGI che aveva maturato esperienza sulla progettazione di autogiri, e l'OKB 115 diretto da Aleksandr Sergeyevič Yakovlev, che stava in quel momento sviluppando un elicottero sperimentale, lo Yakovlev EG.
Il progetto, identificato come Yak-22, era relativo ad un elicottero dall'impostazione a singolo rotore che per gli anni a seguire diventerà quella più usuale, costruzione interamente metallica, fusoliera che integrava la cabina di pilotaggio, chiusa e dotata di ampia finestratura, e lo scompartimento dove era alloggiato il motore collegato tramite scatole di riduzione al rotore principale e, posteriormente, a quello anticoppia posto in posizione rialzata all'apice della lunga trave di coda.
La costruzione dei due prototipi previsti venne assegnata allo stabilimento statale Numero 15 di Mosca. Il primo, con cabina a due posti ed equipaggiato con un motore Ivchenko AI-26GRFL, un radiale 7 cilindri raffreddato ad aria capace di esprimere una potenza pari a 313 kW (420 hp), venne portato in volo nell'area dello stabilimento di produzione l'8 maggio 1948. Le prime prove evidenziarono che il modello pur gravato da vibrazioni trasmesse dal rotore principale, era in grado di offrire ottime prestazioni generali. L'intervento effettuato sul rotore, spostando il centro di massa delle pale dietro ai loro assi di flessione, diede i risultati sperati e le prove continuarono con successo fino al giugno 1950, trasferendo l'esperienza sul secondo prototipo che incluse varie migliorie minori e una cabina triposto, per proseguire con le prove ufficiali nei mesi successivi dove al progetto venne assegnata definitivamente la designazione Yak-100.
Ad una valutazione comparativa con il Mil Mi-1, benché entrambi i modelli fossero risultati simili nelle prestazioni, la commissione scelse di avviare alla produzione in serie la proposta dell'OKB Mil capace di concludere positivamente le prove ufficiali prima del suo concorrente. Di conseguenza ogni ulteriore sviluppo dello Yak-100 venne interrotto ed il progetto abbandonato.

## Utilizzatori
Unione Sovietica
- Sovetskie Voenno-vozdušnye sily

solo in prove di valutazione.